# Théodorus van Kessel
Théodorus van Kessel ou Theodor van Kessel, né vers 1620 et mort vers 1693, est un graveur flamand établi à Anvers. 

## Biographie et œuvre
Il s'installe à Anvers en 1652. On le retrouve comme graveur sous le nom de Theodor Andreas van Kessel qui en 1679 devient membre de la guilde d'Anvers, puis inspecteur de la même guilde en 1688 . 
Il grava surtout d'après Rubens, le Guide, le Titien, Carrache, Adam de Viane. En 1654, il grave sous le titre Alcune Animali 10 planches représentant des animaux d'après Jan van den Hecke, peintre de cour de l'archiduc l'archiduc Léopold Guillaume d'Autriche. Il a en particulier contribué à la grande entreprise éditoriale du peintre David Teniers le Jeune, le Theatrum Pictorium, publié en 1660, pour lequel il a réalisé 27  gravures.

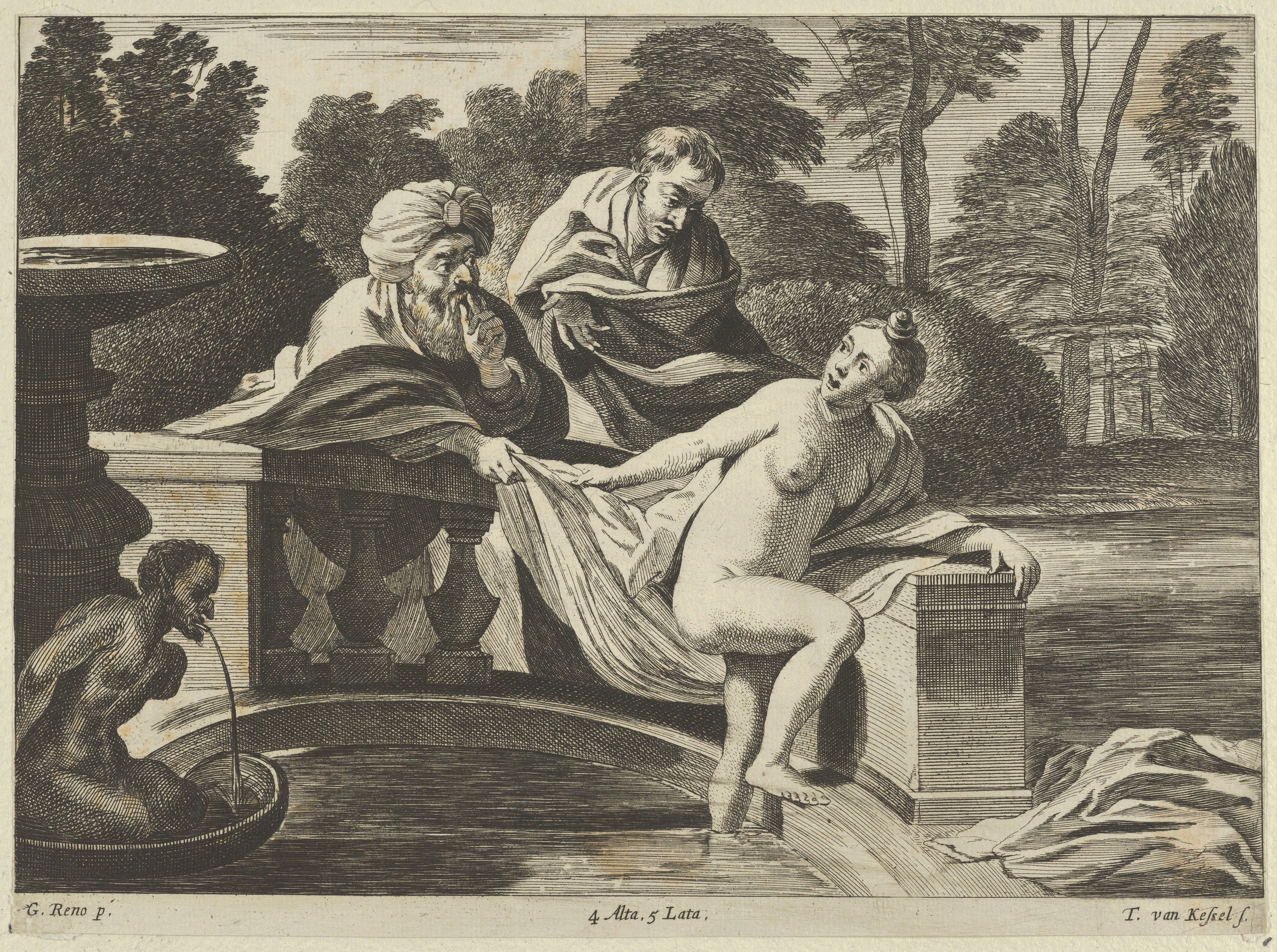
Suzanne et les Vieillards, gravure d'après Guido Reni pour le Theatrum Pictorium
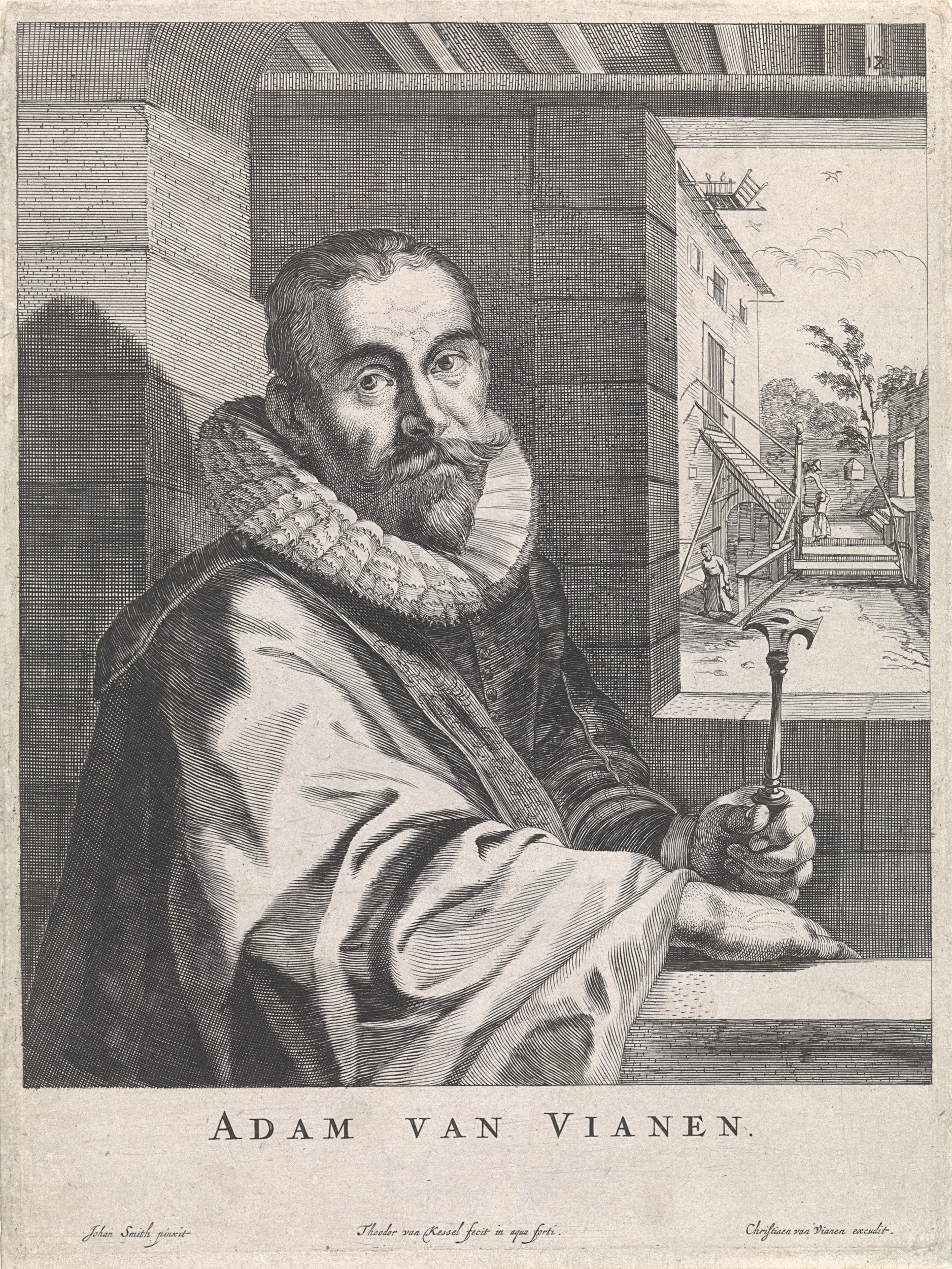
Portrait d'Adam van Vianen dans Modelli Artificiosi di Vasi diversi d'argento et altre Opere capriciozi, 1646-1652, publié par le fils de Vianen Christiaen van Vianen
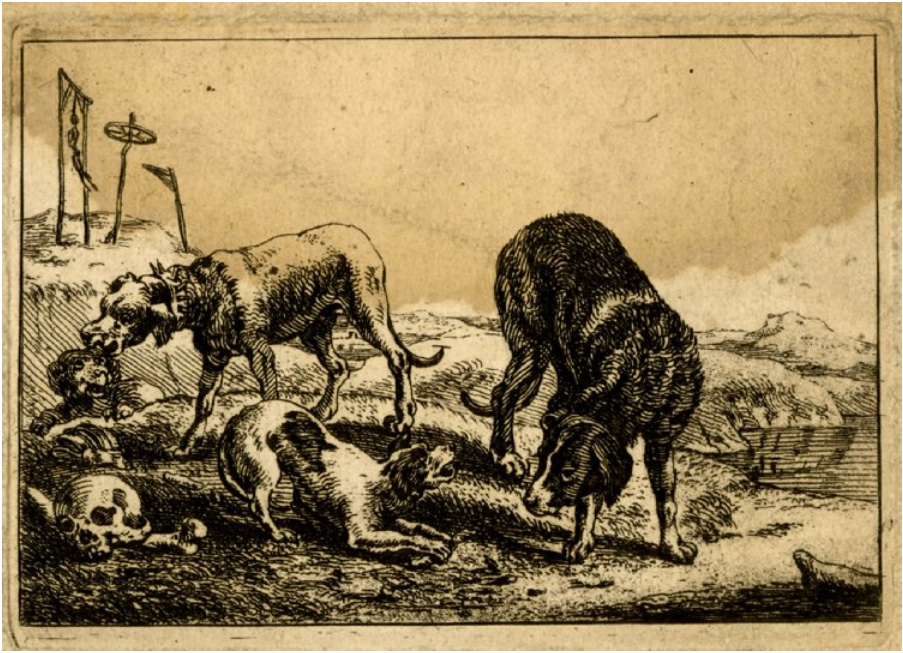
Paysage avec quatre chiens (gravure de Alcune Animali)